# Conquista da Nova França
Conquista da Nova França (em francês: La Conquête) foi a conquista militar da Nova França pelo Grã-Bretanha durante a Guerra Franco-Indígena. Iniciou-se com uma campanha britânica em 1758 e culminou com a região sob regime militar britânico entre 1760 e 1763. A aquisição britânica da colônia do Canadá tornou-se oficial com o Tratado de Paris de 1763, que encerrou a Guerra dos Sete Anos. O termo é usado sobretudo para discutir o impacto da conquista britânica sobre os 70 000 habitantes franceses e sobre as Primeiras Nações. Desde então, o tratamento dispensado pelos britânicos aos colonos franceses e os impactos históricos de longo prazo da conquista são temas centrais de debate popular e acadêmico.

## Antecedentes

Embora as forças militares da Nova França tenham obtido sucesso inicial durante a Guerra dos Sete Anos, uma série de campanhas entre 1758 e 1760 conduziu à captura, pelos britânicos, da maior parte da colônia francesa do Canadá.

A conquista representa o episódio final de uma longa série de conflitos entre Grã-Bretanha e França por suas colônias na América do Norte. Nas décadas que precederam a Guerra dos Sete Anos e a Conquista da Nova França, cresceu rapidamente o interesse de ambas as potências por suas colônias norte-americanas, transformando a região em fonte importante de tensões. As Américas britânicas tornaram-se um mercado de exportação muito lucrativo na primeira metade do século XVIII, ganhando destaque junto aos formuladores de política britânicos. O crescente valor econômico dessas colônias convenceu muitos influentes britânicos de que elas deveriam ser expandidas e de que as reivindicações territoriais francesas não podiam prevalecer.:2–5 Além disso, a natureza do Império Britânico transformou-se fundamentalmente após a War of the Austrian Succession, deixando de ser apenas um império marítimo e comercial para tornar-se mais centralizado e controlado. Essa mudança incentivou o governo britânico a reforçar seus compromissos com as colônias da América do Norte e com seu interior, como o Vale do Ohio.:24
Em oposição aos britânicos, a França não defendia suas colônias por motivações econômicas. Muito formuladores franceses viam a colônia como um fardo financeiro e argumentavam que seu valor era sobretudo estratégico. Temiam competir com a Marinha Real e receavam que a superioridade naval britânica ameaçasse suas lucrativas possessões nas Índias Ocidentais e sua posição na Europa.
Quase em segundo plano para Londres e Versalhes estava o fato de que essas terras já eram habitadas por grupos indígenas com longo histórico de conflitos mútuos. Cada grupo buscava um aliado capaz de fornecer armas sofisticadas e outros itens, como o álcool. As alianças eram instáveis: os franceses mantinham relacionamento melhor, baseado na peleteria, enquanto os britânicos se mostravam mais generosos em tratados de terras e fornecimento de armas — o que gerava questões de confiança.

### Forças opostas
Do ponto de vista numérico, a Nova França sempre esteve em desvantagem em relação às Treze Colônias das Américas britânicas, muito mais populosas. No início das hostilidades, a Nova França somava cerca de 80 000 habitantes brancos, dos quais 55 000 viviam no Canadá. Em contraste, as Treze Colônias dispunham de 1 160 000 brancos e 300 000 negros, livres e escravizados. Ainda assim, o efetivo de tropas regulares no início do conflito não refletia essa disparidade demográfica. Em 1755, a Nova França era defendida por 3 500 soldados profissionais, enquanto as Treze Colônias contavam com dois regimentos irlandeses –  entre 1 500 e 2 000 soldados de carreira – , apoiados por dois regimentos de conscritos da Nova Inglaterra. Isso tornou o equilíbrio terrestre inicialmente quase equivalente. No mar, porém, a Marinha britânica dominava: em 1755 havia 90 navios de guerra britânicos contra 50 franceses, vantagem que só cresceu.

## Conquista

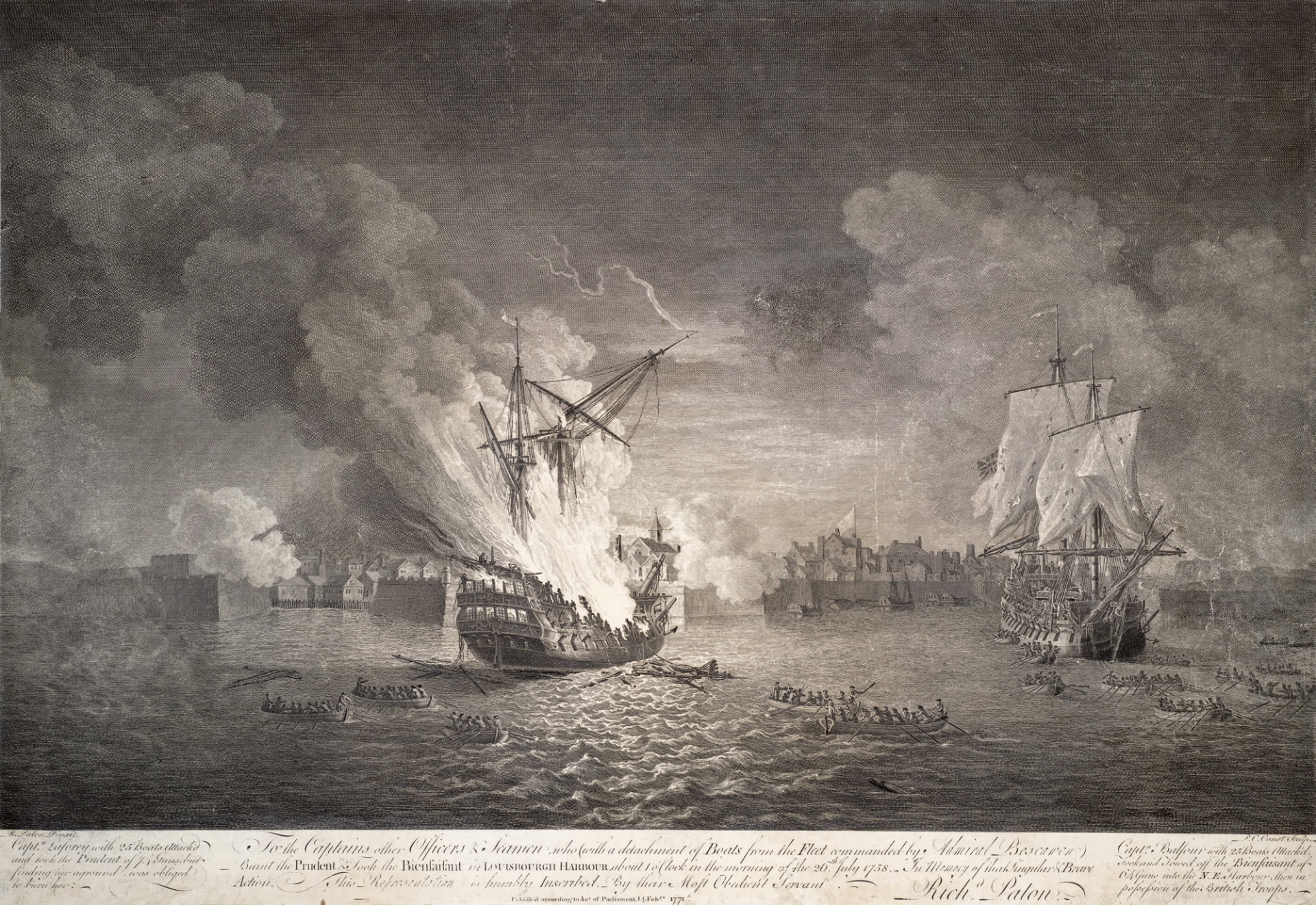
Representação da destruição do navio francês Prudent e da captura do Bienfaisant durante o Cerco de Louisbourg.

O que mais tarde seria chamado de “Conquista” começou em 1758, quando, sob a direção do estadista William Pitt, os britânicos reforçaram deliberadamente suas operações na América do Norte.:171 Na época, ninguém tinha certeza de que conseguiriam submeter toda a colônia francesa do Canadá.

### Louisbourg
Em julho de 1758, uma expedição britânica liderada pelo major-general Jeffery Amherst capturou a fortaleza-porto de Louisbourg na colônia francesa de Ilha Royale. Após o desembarque do Exército britânico, iniciou-se o cerco de Louisbourg, primeira grande batalha — e primeira grande vitória — da conquista. Durou oito semanas, e os franceses se renderam em 26 de julho de 1758.

### Primeira campanha a Quebec
O terceiro ataque foi confiado ao general James Wolfe, com a missão de capturar a cidade-fortaleza de Quebec. O almirante Saunders ficou responsável por transportar e apoiar as tropas. Estabelecida uma base na Île d'Orléans, a artilharia britânica começou a bombardear Quebec City, minando o moral civil, mas sem ameaçar realmente as fortificações francesas.:65:80
Wolfe compreendeu que, para vencer, teria de atrair o exército francês para fora das muralhas e travar batalha decisiva. O comandante francês, Louis-Joseph de Montcalm, porém, preferia manter-se na defensiva, acreditando que o rigoroso inverno canadense ou a falta de suprimentos britânicos selaria o destino inimigo.:167–168:79
Na madrugada de 13 de setembro de 1759, Wolfe desembarcou 5 000 homens na margem norte do rio, a oeste da cidade, e escalou os penhascos para surpreender Montcalm. Com linha de batalha reduzida a duas filas e tiro dupla, os britânicos aguardaram até os franceses estarem a 30 passos para disparar. A devastadora primeira e segunda rajada quebraram a moral inimiga, fazendo-os dispersar. Montcalm não estava preparado para o ataque daquele ponto e seus soldados, desordenados, foram superiorados. A batalha foi ganha, mas Wolfe foi mortalmente ferido — atingido no pulso, no abdômen e no peito — morrendo pouco depois, proferindo sua famosa última frase: “Now, God be praised, I die content.”
Montcalm tentou reagrupar-se a cavalo, mas foi atingido nas costas e carregado para a cidade, onde morreu ao amanhecer de 14 de setembro de 1759. Apesar da vitória, a rendição de Quebec só se consumou no ano seguinte, após a chegada de suprimentos e reforços britânicos.

### Segunda campanha a Quebec
Em abril de 1760, o novo comandante francês, François Gaston de Lévis, lançou contra-ataque em Sainte-Foy, fora das muralhas de Quebec City. Embora tenha infligido mais baixas aos britânicos, Lévis não conseguiu retomar a cidade e foi forçado a recuar para Montreal.

### Campanha de Montreal

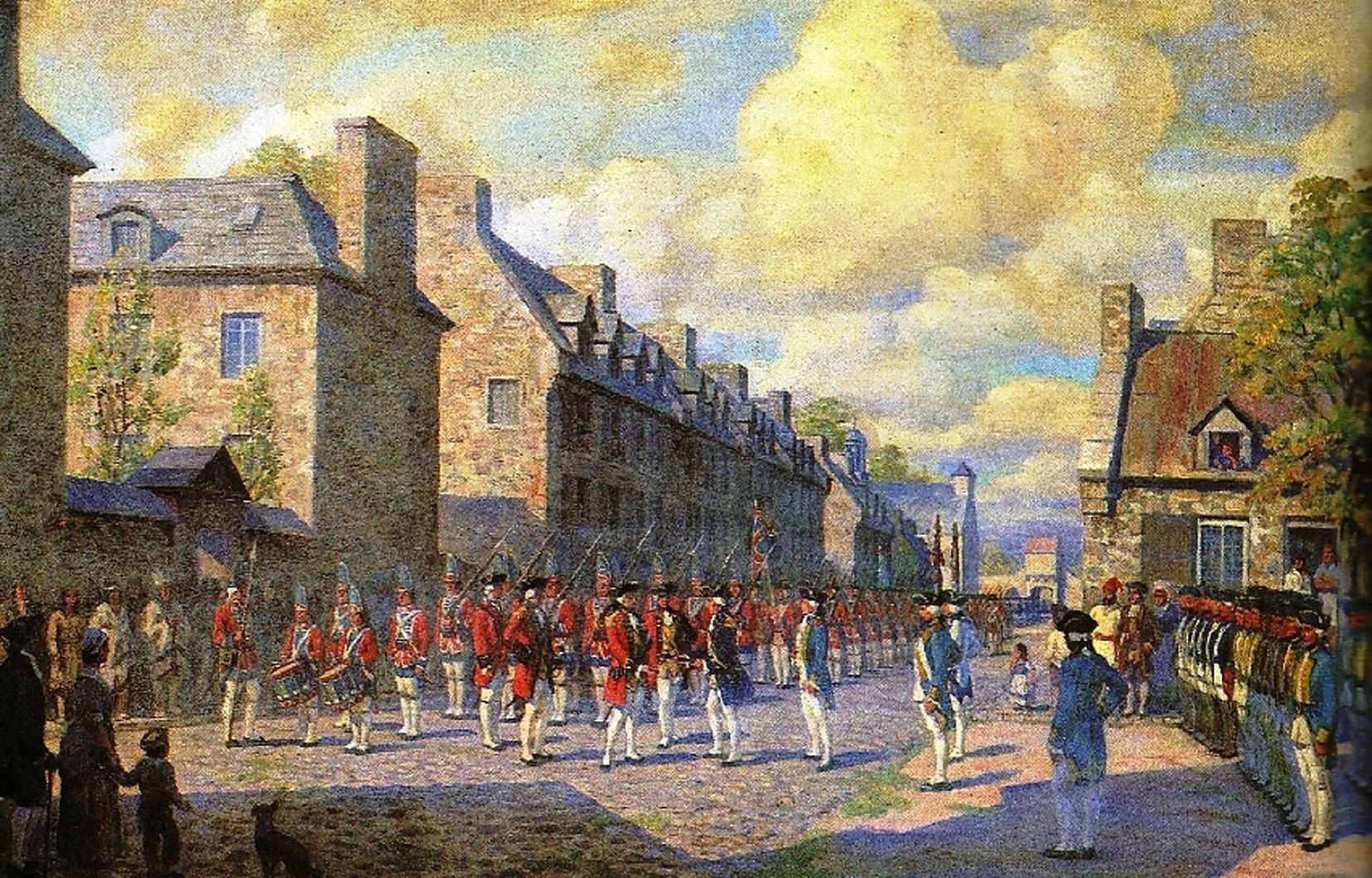
Capitulação de Montreal, setembro de 1760, às forças britânicas sob Jeffery Amherst.

Em julho de 1760, cerca de 18 000 britânicos em três colunas — sob Amherst, James Murray e William Haviland — avançaram sobre Montreal, eliminando todas as fortalezas francesas. Muitos canadenses se renderam, e aliados indígenas tornaram-se neutros. Em 8 de setembro de 1760, Lévis e o governador civil Pierre François de Rigaud, marquês de Vaudreuil-Cavagnal, assinaram a capitulação da colônia do Canadá.:307–8 A partir desse momento, aguardou-se na Europa a definição dos termos de paz.

## Tratado de Paris de 1763
Em fevereiro de 1763, o Tratado de Paris transferiu oficialmente o norte da Nova França (incluindo Canadá e territórios ao sul e oeste) para o domínio britânico.:491 A França manteve apenas as ilhas de Saint-Pierre e Miquelon, garantindo acesso às pescarias atlânticas.

## Consequências
A decisão britânica de reter o Canadá refletiu prioridades estratégicas: sacrificar colônias açucareiras mais lucrativas nas Índias Ocidentais em favor da segurança na América do Norte e evitar o ressentimento francês que dificultaria a paz.

### Ato de Quebec

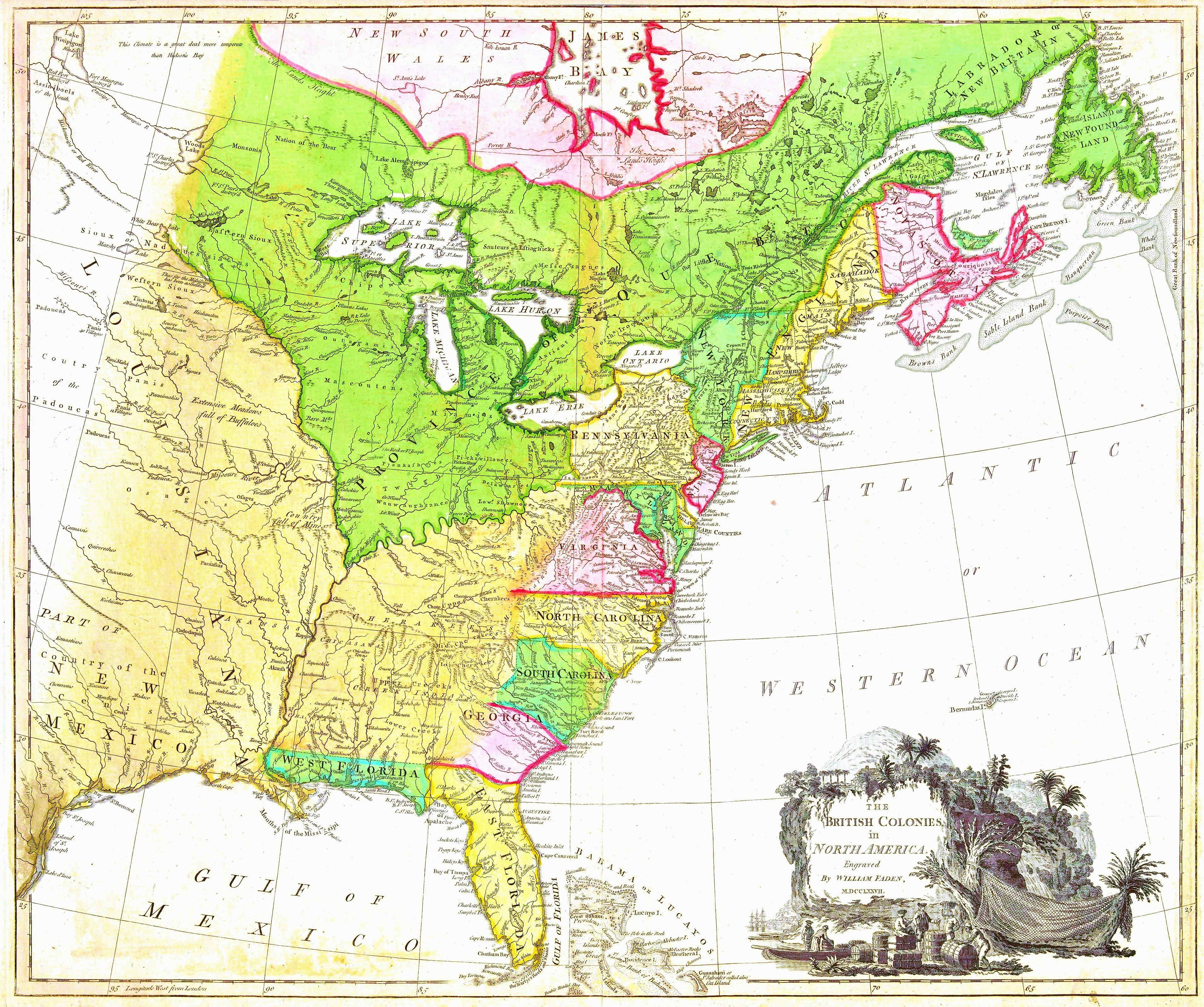
Mapa das Américas britânicas após 1763. O Ato de Quebec ampliou as fronteiras da Província de Quebec para incluir parte significativa da Reserva Indiana.

O Ato de Quebec foi aprovado em 15 de junho de 1774, estendendo a fronteira do Quebec, garantindo liberdade de culto aos Canadiens e mantendo a Coutume de Paris no direito civil, além de abandonar a convocação de assembleia legislativa.

### Adaptações mútuas
Donald Fyson descreve um processo de “adaptações mútuas” entre colonialistas e Canadiens, em que estruturas francesas foram parcialmente mantidas pela praticidade administrativa.

#### Adaptação religiosa
O governo britânico, embora chegado a impor leis penalizando católicos (Ato de Supremacia de 1558), limitou-se a excluir apenas “papistas” convictos, permitindo que católicos não-condenados ocupassem cargos essenciais dada a escassez de protestantes.:195–196

#### Adaptação política
Sob governo militar e civil, manteve-se caráter autoritário e paternalista, lembrando o regime francês. A falta de instituições parlamentares gerou tensões entre comerciantes britânicos e administradores, aproximando alguns comerciantes dos revolucionários americanos em 1775–76.:199–200

#### Espaço colonial
Em vez de reorganizar terras na forma de townships inglesas, os britânicos mantiveram o sistema senhorial e as paróquias francesas como unidades territoriais administrativas, preservando edifícios como o Château St-Louis e o colégio jesuíta sob nova administração.:200–201

### Efeitos econômicos
O impacto econômico da conquista insere-se no quadro mais amplo das finanças imperiais.

#### Impacto na economia britânica
Durante a guerra, expansão territorial e hegemonia naval impulsionaram a indústria metalúrgica e têxtil, elevando exportações em 14 % e importações em 8 %.:267 A paz trouxe quase duas décadas de estagnação, enquanto o governo britânico, endividado pela guerra, recorreu à tributação das outras colônias, contribuindo para a Revolução Americana.:268–278

#### Impacto na economia francesa
A guerra prejudicou o comércio atlântico francês (queda de 75 % nas exportações e 83 % nas importações). A perda do Canadá foi compensada pela manutenção das colônias caribenhas e das pescarias de Terranova, permitindo rápida recuperação e recorde na produção de açúcar após 1763.:267,279

#### Impacto na economia canadense
Segundo Fernand Ouellet, o dano direto da guerra foi logo superado, e a conquista abriu caminho ao comércio madeireiro: de 6 000 barris de pinho por ano sob os franceses, passou-se a 64 000 barris em 1809. A imigração incentivada pelos britânicos elevou exportações de £127 000 em 1769 para £2 800 000 em 1850.:282–283

## Historiografia e memória
A conquista é tema central da memória canadense, com debates acirrados em Quebec. A escola de Quebec (Fernand Ouellet, Jean Hamelin) defende benefícios da conquista, como preservação cultural e contato com governo constitucional. A escola de Montreal (Michel Brunet, Maurice Séguin, Guy Frégault) atribui à conquista a estagnação econômica e perda da classe comercial. Lionel Groulx, do campo nacionalista, viu a conquista como início de discriminação duradoura. Antes de 1960, prevalecia visão pró-conquista, como a de Étienne-Paschal Taché: “O último canhão disparado neste continente em defesa da Grã-Bretanha será disparado pela mão de um canadense francês.” O debate reacendeu com o nacionalismo da Revolução Tranquila, lembrando que 1759 é tanto passado quanto presente desejável de moldar o futuro.